# Elena del Reino Unido
Elena Augusta Victoria del Reino Unido, en inglés: Helena Augusta Victoria Windsor, Princess of the United Kingdom, (25 de mayo de 1846-9 de junio de 1923), por matrimonio princesa Cristián de Schleswig-Holstein y posteriormente conocida como princesa Cristián, fue la quinta de los nueve hijos de la reina Victoria del Reino Unido y el príncipe Alberto de Sajonia-Coburgo-Gotha. 
Educada por tutores privados elegidos por su padre y el amigo y consejero de este, el barón Stockmar, su infancia transcurrió al lado de su familia, viajando entre la variedad de residencias que tenían en el Reino Unido. La atmósfera de cordialidad al interior de la corte llegó a su fin el 14 de diciembre de 1861, cuando su padre murió y su madre inició un período de intenso duelo. En los primeros años de la década de 1860, Elena comenzó un flirteo con el bibliotecario alemán del príncipe Alberto, Carl Ruland. Aunque en gran parte se desconoce la naturaleza de la relación, todavía sobreviven algunas cartas románticas que la princesa escribió a Ruland. Cuando la reina se enteró en 1863, despidió a Ruland, quien regresó a su natal Alemania. Tres años más tarde, el 5 de julio de 1866, Elena se casó con el empobrecido príncipe alemán Cristián de Schleswig-Holstein. La pareja permaneció en Inglaterra, a corta distancia de la reina, a quien le gustaba tener cerca a sus hijas. Elena y su hermana menor, Beatriz, se convirtieron en las secretarias no oficiales de su madre. Después de la muerte de la reina Victoria el 22 de enero de 1901, Elena se relacionó relativamente poco con sus hermanos.
Era el miembro más activo de la familia real y cumplía con un extenso programa de compromisos en una época en la que no se esperaba que la realeza apareciera en público con frecuencia. También fue una activa patrocinadora de organizaciones benéficas y uno de los miembros fundadores de la Cruz Roja. Fue la presidenta fundadora de la Royal School of Needlework y presidenta de la Royal British Nurses' Association. Como dirigente de esta última apoyó con energía el registro de enfermeras, en contra de lo recomendado por Florence Nightingale. Fue la primera de la familia en celebrar su quincuagésimo aniversario de bodas en 1916, pero su marido murió un año después; Elena le sobrevivió por seis años y murió en Schomberg House el 9 de junio de 1923 a los 77 años.

## Primeros años

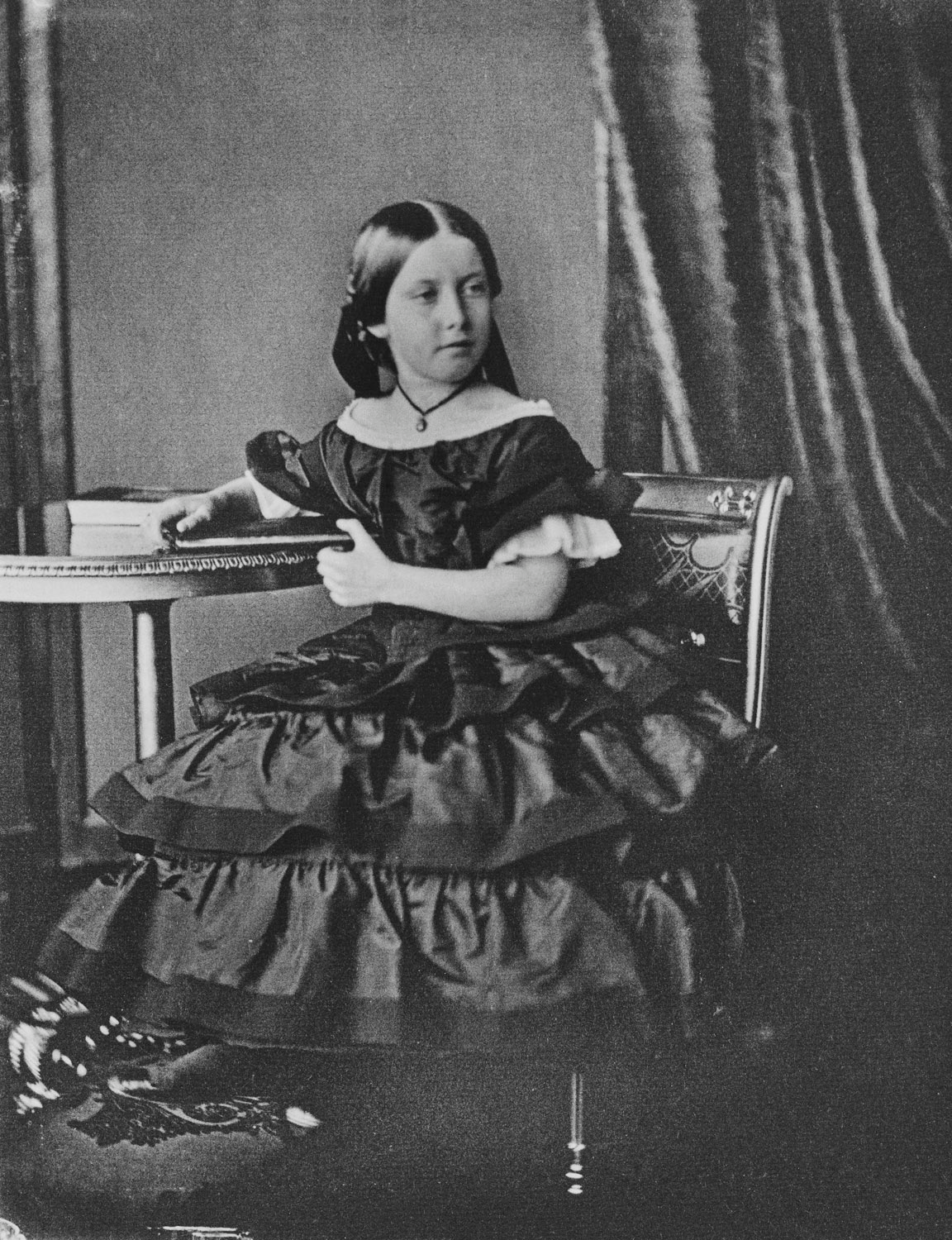
La princesa Elena en 1856

Elena nació el 25 de mayo de 1846 en el palacio de Buckingham —la residencia real oficial en Londres—, un día después del cumpleaños veintisiete de su madre. Fue la tercera hija y quinta entre los nueve hijos de la reina Victoria y el príncipe Alberto de Sajonia-Coburgo-Gotha. Alberto le informó a su hermano Ernesto II, duque de Sajonia-Coburgo-Gotha, que la recién nacida «vino a este mundo considerablemente azul, pero ahora está bastante bien»; añadió que la reina «tuvo un sufrimiento mayor y más largo que las otras veces y tendrá que permanecer muy tranquila para recuperarse». La niña recibió el nombre de Elena Augusta Victoria y más tarde le asignaron el apodo alemán de Helenchen, después acortado a Lenchen, el nombre con el que invariablemente los miembros de la familia se referían a ella. Como hija de la soberana recibió desde su nacimiento el tratamiento de Alteza Real. Fue bautizada el 25 de julio de 1846 en la capilla privada del palacio de Buckingham; sus padrinos fueron Federico Guillermo, gran duque heredero de Mecklemburg-Strelitz; la duquesa Elena de Orleans, representada por la madre de la reina, la duquesa de Kent; y la duquesa de Cambridge.
Era una niña alegre y extrovertida, que respondía a las provocaciones de sus hermanos golpeando en la nariz al bravucón de turno. Uno de sus primeros talentos fue el dibujo; lady Augusta Stanley, dama de compañía de la reina, hizo comentarios favorables sobre las ilustraciones que Elena realizaba a los tres años. Como sus otras hermanas, podía tocar el piano con un buen nivel desde una edad temprana. Otros de sus intereses incluían la ciencia y la tecnología, los cuales compartía con su padre, y las cabalgatas y paseos en bote, dos de sus ocupaciones favoritas de la infancia. Sin embargo, tras el nacimiento de la princesa Luisa en 1848, se convirtió en la hija de en medio y sus habilidades fueron eclipsadas por las de sus hermanas con mayores capacidades artísticas.

## Muerte del príncipe Alberto
El príncipe Alberto murió el 14 de diciembre de 1861. La reina quedó devastada y arregló que su personal, junto con sus hijas, se mudara del castillo de Windsor a Osborne House, la residencia real en la isla de Wight. El dolor de Elena también era profundo, un mes más tarde le escribió a un amigo: «Lo que hemos perdido nunca nada podrá reemplazarlo y nuestro dolor es muy, muy amargo [...] Adoraba a papá, lo amaba más que a nada en la tierra, su palabra era una ley sagrada y era mi ayuda y mi consejero [...] Esas horas fueron las más felices de mi vida y ahora se acabó todo».
La reina le asignó la función de secretaria no oficial a la princesa Alicia, su segunda hija, pero esta también necesitaba una asistente. Aunque Elena era la siguiente en edad, Victoria la consideraba poco confiable debido a su incapacidad de pasar mucho tiempo sin estallar en llanto, por lo que seleccionó a Luisa para hacerse cargo de la responsabilidad en su lugar. Alicia se casó con el príncipe Luis de Hesse en 1862, tras lo cual Elena asumió su papel —descrito por un biógrafo como la «muleta» de la reina en su vejez—. En este puesto llevaba a cabo tareas secretariales menores, como escribir las cartas de su madre, ayudarla con la correspondencia política y brindarle compañía.

## Matrimonio

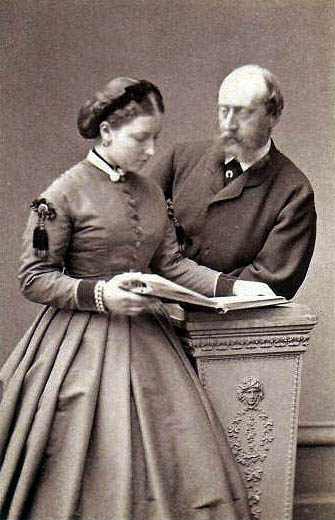
La princesa Elena y el príncipe Cristián, parte de una serie de fotografías que siguieron a su compromiso en 1865.

### Controversia matrimonial
Elena inició un flirteo con el exbibliotecario de su padre, Carl Ruland, después de que fuera incluido dentro del personal de palacio por recomendación del barón Stockmar en 1859. Era lo suficientemente confiable para enseñar alemán al joven príncipe de Gales y la reina lo describió como «útil y capaz». Cuando Victoria descubrió que la princesa se había relacionado románticamente con el sirviente real, Ruland fue despedido con prontitud y enviado de vuelta a su natal Alemania. Jamás pudo deshacerse de la antipatía de la reina.
Tras la partida de Ruland en 1863, la reina comenzó a buscar un marido para Elena; aunque como hija de en medio la perspectiva de conseguir una alianza poderosa con una casa real europea era baja. Su apariencia también era motivo de preocupación, su biógrafo describió que a la edad de quince años era gruesa, desaliñada y con papada. Además, Victoria insistió en que el futuro esposo de Elena debía estar preparado para vivir cerca de la reina, de modo que su hija no tuviera que alejarse. Su elección recayó finalmente en el príncipe Cristián de Schleswig-Holstein; pero la pareja resultaba políticamente incómoda y causó graves diferencias dentro de la familia real. Schleswig y Holstein eran dos territorios disputados por Prusia y Dinamarca en las guerras de Schleswig. Durante la última guerra, Prusia y Austria derrotaron a Dinamarca, pero Austria reclamó los ducados para la familia del príncipe Cristián. No obstante, después de la guerra austro-prusiana, durante la cual Prusia invadió y ocupó los ducados, estos se convirtieron en prusianos. A pesar de ello, la familia del príncipe Cristián siguió reclamando el título de duque de Schleswig-Holstein. Por este motivo el matrimonio horrorizó a Alejandra, princesa de Gales e hija del rey Cristián IX de Dinamarca, quien exclamó: «Los ducados pertenecen a papá». Alejandra encontró apoyo en el príncipe de Gales y la princesa Alicia, quien acusó abiertamente a su madre de sacrificar la felicidad de Elena en busca de su propia conveniencia. También afirmó que reduciría la baja popularidad de su hermana, la princesa heredera de Prusia, en la corte alemana en Berlín. Los príncipes  Alfredo y Jorge también se opusieron al matrimonio, pero la reina recibió el apoyo entusiasta de Victoria, su hija mayor, quien había sido amiga personal de la familia de Cristián durante muchos años.

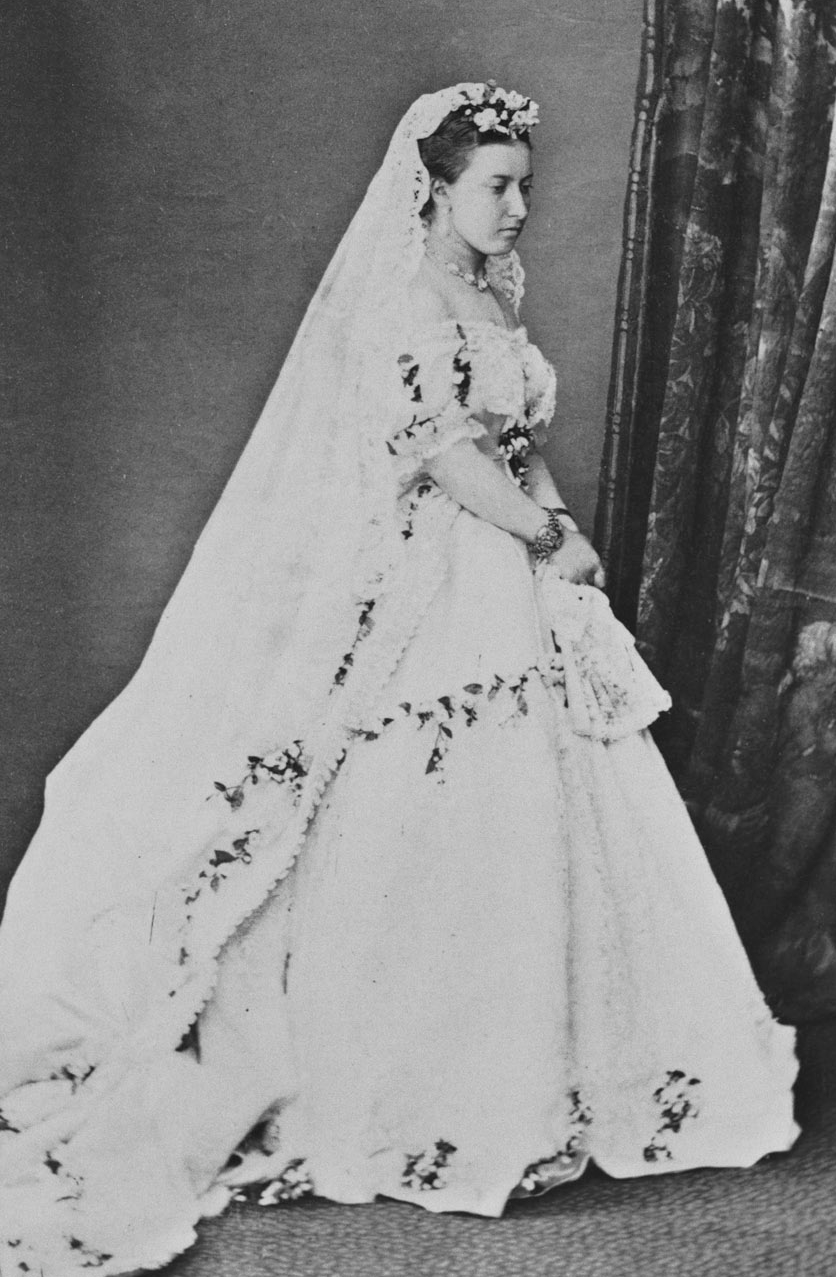
La princesa Elena vestida de novia

A pesar de las controversias políticas y la diferencia de edad —el príncipe era quince años mayor que ella—, Elena era feliz con Cristián y estaba decidida a casarse con él. Como hijo menor de un duque no reinante, la ausencia de cualquier compromiso en el extranjero le permitió a Cristián residir permanentemente en Gran Bretaña, la principal preocupación de la reina, por lo que ella decidió que el matrimonio se llevaría a cabo. Elena y Cristián eran primos terceros descendientes del príncipe Federico Luis de Gran Bretaña. Las relaciones entre Elena y Alejandra permanecieron tensas, la princesa de Gales no estaba dispuesta a aceptar a Cristián —quien también era su primo tercero por descender del rey Federico V de Dinamarca— como primo o cuñado. La reina nunca perdonó a su nuera por las acusaciones de posesividad y poco después escribió acerca de los príncipes: «Bertie [diminutivo coloquial de Alberto Eduardo, príncipe de Gales] es de lo más cariñoso y amable, pero Alix [diminutivo de Alejandra] no es lo que debería ser. Tomará tiempo, si es que sucede, que llegue a recobrar mi confianza».

### Compromiso y boda
El compromiso se anunció el 5 de diciembre de 1865. A pesar de que al inicio el príncipe de Gales se negó a asistir, la princesa Alicia intervino y la boda, celebrada el 5 de julio de 1866, fue una ocasión feliz. La reina permitió que la ceremonia se efectuara en el castillo de Windsor, aunque en la capilla privada en lugar de la capilla de San Jorge, y suavizó su vestido negro con una gorra blanca de luto que caía en pliegues sobre su espalda. Los principales participantes ingresaron en línea en la capilla ambientada con el sonido de la Marcha Triunfal de Beethoven, creando un espectáculo que únicamente se vio empañado por la repentina desaparición del príncipe Jorge, duque de Cambridge, que tuvo un repentino ataque de gota. Cristián se presentó en la capilla con sus dos acompañantes, el príncipe Eduardo de Sajonia-Weimar y el príncipe Federico de Schleswig-Holstein, y Elena fue entregada por su madre, quien la acompañó por el pasillo con el príncipe de Gales y ocho damas de honor.
Cristián se veía mayor de lo que era y uno de los invitados comentó que parecía que Elena se casaba con un tío envejecido. De hecho, cuando se le convocó por vez primera a Gran Bretaña, Cristián asumió que la reina viuda lo inspeccionaba como prospecto de nuevo marido para ella y no como candidato para una de sus hijas. La pareja pasó la primera noche de casados en Osborne House, antes de partir de luna de miel a París, Interlaken y Génova.

### Vida de casada

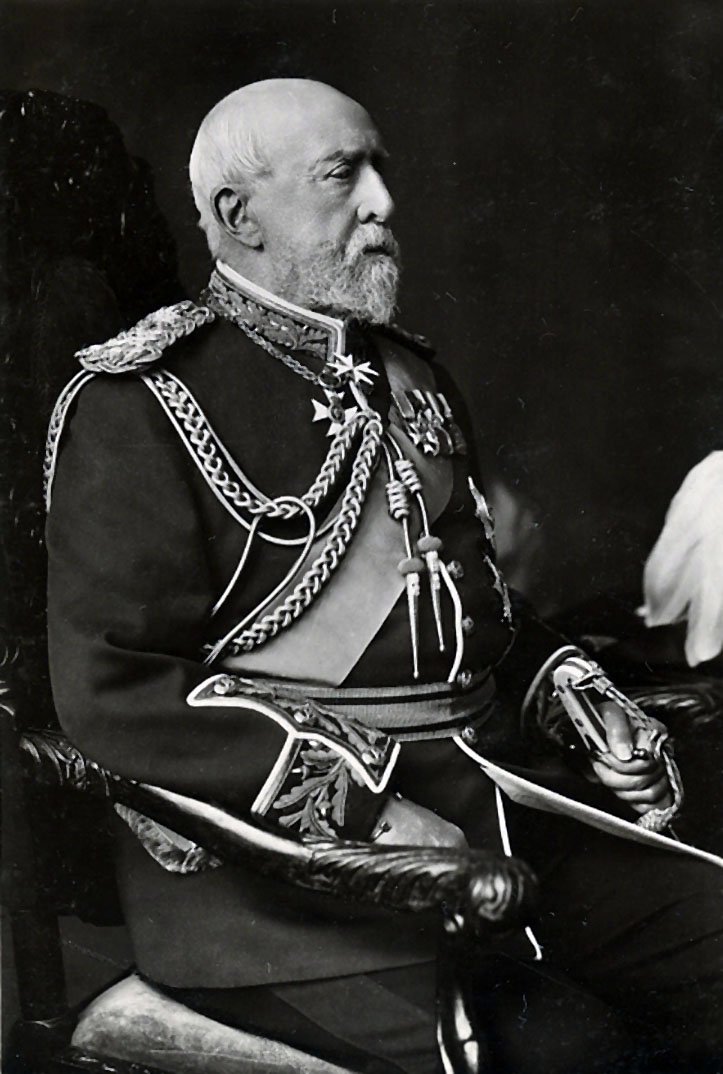
Príncipe Cristián de Schleswig-Holstein en 1880

Elena y Cristián estaban consagrados el uno al otro y llevaron una vida tranquila en comparación con las otras hermanas de la princesa. Después de su matrimonio fijaron su residencia en Cumberland Lodge en Windsor Great Park, residencia tradicional del guardabosques de Windsor Great Park —posición honoraria que la reina le otorgó a Cristián—, y durante sus estancias en Londres habitaban la Suite Belga del palacio de Buckingham. La pareja tuvo seis hijos: Cristián Víctor en 1867, Alberto en 1869 y las princesas Elena Victoria y María Luisa en 1870 y 1872 respectivamente. Sus dos últimos hijos murieron tempranamente, Harald murió ocho días después de su nacimiento en 1876 y un hijo sin nombre nació muerto en 1877. La princesa Luisa le encargó al escultor francés Jules Dalou que esculpiera un monumento para los niños muertos.
A la pareja se le concedió una anualidad parlamentaria de £6000 al año, que la reina solicitó personalmente. Además, la novia recibió una dote de £30 000 y la reina le dio a la pareja £100 000, lo que produjo un ingreso extra de aproximadamente £4000 al año. Además del puesto de guardabosques de Windsor Great Park, a Cristián se le otorgó el cargo honorario de mayordomo mayor de Windsor y se le nombró comisionado real para la Gran Exposición de 1851. Sin embargo, a menudo era la figura ausente en las reuniones, en su lugar pasaba el tiempo jugando con su perro Corrie, alimentando a sus numerosas palomas y participando en excursiones de caza.
Elena permaneció cerca de su madre como lo prometió y tanto ella como Beatriz realizaban tareas para auxiliarla. Beatriz, a quien Victoria preparó para desempeñar el papel principal a su lado, llevaba a cabo las labores más importantes, mientras que Elena se ocupaba de los asuntos menos relevantes para los que su hermana no tenía tiempo. Más adelante sería asistida por su hija soltera, Elena Victoria, a quien la reina dictó su diario en los últimos meses de su vida.
La salud de Elena no era buena y era adicta a drogas como el opio y el láudano. Aunque su madre no creía que estuviese realmente enferma y la acusaba de ser una hipocondríaca alentada por un marido indulgente. La reina le escribió a su hija Victoria, princesa heredera de Prusia, quejándose de que Elena era propensa a «mimarse a sí misma [y Cristián también] y a rendirse en todo aquello que condujera al mayor objetivo de sus médicos y enfermeras, estimularla y hacer que pensara menos en sí misma y en su confinamiento». No todos sus problemas de salud eran consecuencia de la hipocondría. Tuvo que cancelar un viaje al castillo de Balmoral cuando enfermó en la estación de tren en 1869. Sufrió de reumatismo severo y problemas con sus articulaciones en 1870. Padeció de congestión en los pulmones en julio de 1871, una enfermedad lo suficientemente grave como para aparecer en la circular de la corte, que anunció que la enfermedad «causó mucha ansiedad a los miembros de la familia real». Se vio obligada a recuperarse en Francia como resultado de una enfermedad en 1873 y viajó a Alemania para ver a un oculista en la década de 1880.

## Responsabilidades reales

### Enfermería

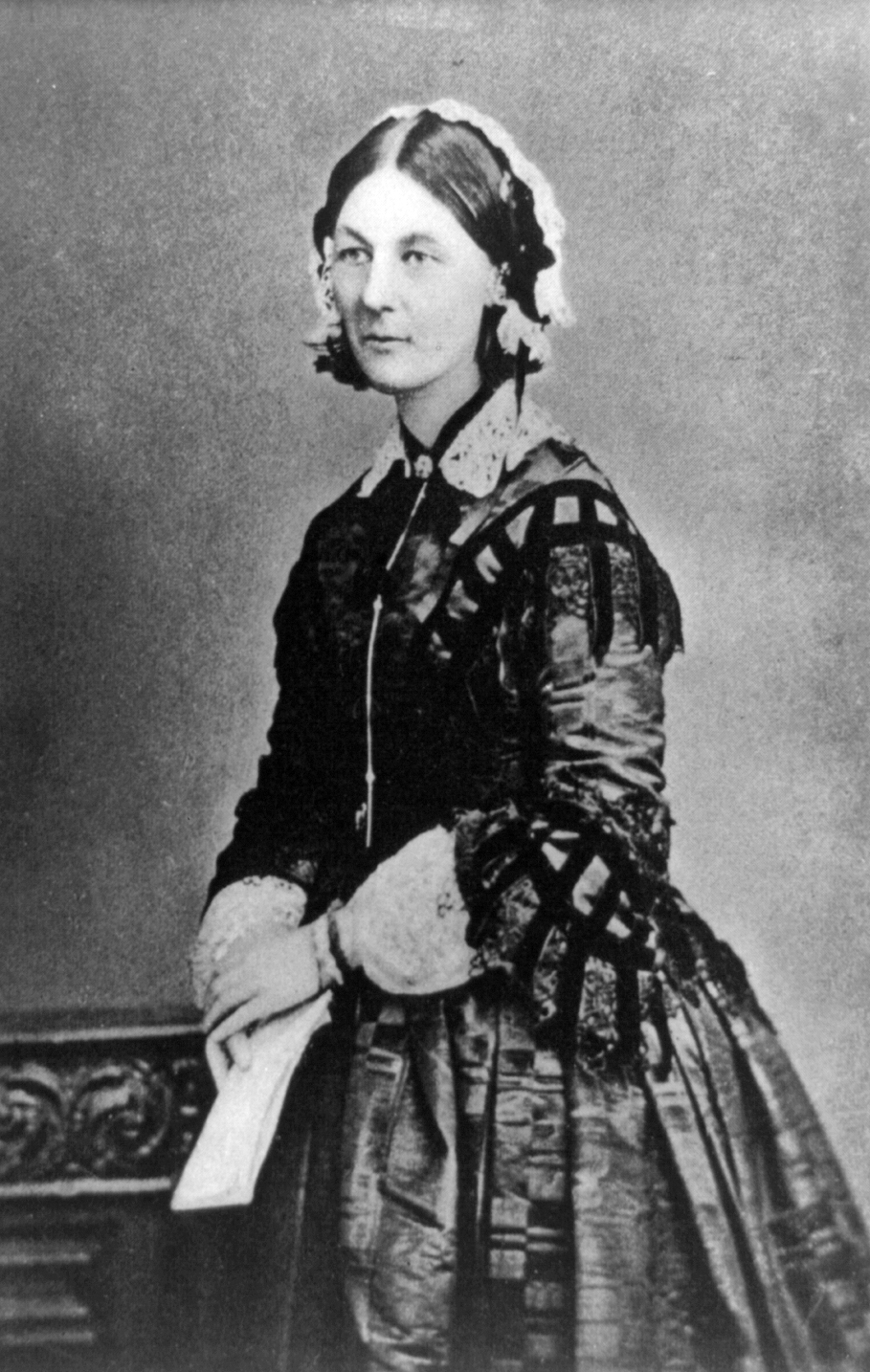
Florence Nightingale, en contra de quien Elena promovió el registro de enfermeras.

Elena tenía un firme interés en la enfermería y se convirtió en presidenta de la British Nurses' Association (RBNA) desde su fundación en 1887. La asociación recibió el prefijo «Real» en 1891 y la Carta Real al año siguiente. Fue una firme partidaria del registro de enfermeras, un tema al que se oponían Florence Nightingale y algunas figuras públicas. En un discurso que realizó en 1893, dejó claro que la RBNA trabajaba para «mejorar la educación y el estado de esas comprometidas y abnegadas mujeres cuyas vidas se han dedicado a cuidar a los enfermos, a los que sufren y a los agonizantes». En el mismo discurso advirtió sobre la oposición y tergiversación que habían encontrado. Aunque la RBNA estaba a favor del registro como medio de mejorar y garantizar el estatus profesional de las enfermeras entrenadas, su incorporación al Consejo Privado le permitió mantener una lista en lugar de un registro formal de enfermeras.
Tras la muerte de la reina Victoria en 1901, Alejandra, la nueva reina, insistió en reemplazarla como presidenta del Servicio de Enfermería del Ejército. Esto causó una brecha mayor entre ambas mujeres, con el rey Eduardo VII atrapado en el medio entre su hermana y su esposa. Lady Roberts, una cortesana, escribió a un amigo: «los asuntos eran a veces muy difíciles y no siempre agradables». Sin embargo, por cuestiones de rango, Elena accedió a renunciar en favor de Alejandra y ella retuvo la presidencia de la Reserva de Enfermería del Ejército. Elena ejerció un régimen autocrático y eficiente —«Si alguien se aventuraba a estar en desacuerdo con Su Alteza Real, simplemente decía, "es mi deseo y eso es suficiente"».
La RBNA entró gradualmente en decadencia después de que se creó la Ley de inscripción de enfermeras de 1919; tras seis fallidos intentos entre 1904 y 1918, el Parlamento británico aprobó la ley permitiendo el registro formal de las enfermeras. Como resultado se creó el Real Colegio de Enfermería (RCN) y la RBNA perdió pertenencia y dominio. Elena apoyó la fusión de la RBNA con el nuevo RCN, pero esto resultó infructuoso cuando la RBNA se retiró de las negociaciones. Se mantuvo activa en otras organizaciones de enfermería y fue presidenta de las ramas de la isla de Wight, Windsor y Great Western Railway de la Orden de San Juan. Desde esta posición firmó y presentó personalmente muchos miles de certificados de competencia en enfermería.

### Bordado
Elena también fue activa en la promoción del bordado y se convirtió en la primera presidenta de la recién creada School of Art Needlework en 1872, que adquirió el prefijo «Real» en 1876, convirtiéndose en la Royal School of Needlework. En palabras de Elena, el objetivo de la escuela era: «primero, revivir un bello arte que estaba casi perdido; y en segundo lugar, a través de su reactivación, proporcionar empleo a damas que quedaron sin medios adecuados de subsistencia». Como en sus otras organizaciones,  fue una presidenta activa y trabajó para mantener la academia en un nivel a la par de otras escuelas. Escribió personalmente a Comisiones Reales para solicitar dinero; por ejemplo, solicitó y consiguió £30 000 en 1895, para erigir un edificio para la escuela en South Kensington. Su estatus como miembro de la realeza ayudó a la promoción de la institución. Ideó las fiestas de té de la tarde del jueves en la escuela, para damas de sociedad que querían ser vistas junto a personajes reales como ella. Cuando realizó el bazar navideño actuó como jefa de vendedoras, lo que generó largas filas de gente ansiosa de ser atendida personalmente por la princesa Elena.
Estaba ansiosa por ayudar a los niños y a los desempleados y comenzó a organizar cenas gratis en el Ayuntamiento de Windsor para su beneficio. Presidió dos de estas cenas, en febrero y marzo de 1886, y se sirvieron más de 3000 comidas a los niños y los hombres desempleados durante el duro invierno de ese año. A través de sus actividades caritativas se popularizó entre la gente; un autor contemporáneo, C. W. Cooper, escribió que «los pobres de Windsor la adoraban».

## Escritura
Entre los intereses de Elena también estaba la escritura, especialmente la traducción. Cuando se escribió la primera biografía del príncipe Alberto en 1867, el autor, sir Charles Grey, afirmó que Elena tradujo las cartas de su padre del alemán al inglés «con una fidelidad sorprendente». Siguió haciendo otras traducciones y cuando publicó The Memoirs of Wilhelmine, Margravine of Bayreuth en 1887, el periódico Saturday Review señaló que la versión en inglés estaba totalmente viva, con una traducción de diccionario y una alta exactitud en el espíritu. Su última traducción la realizó en 1882, de un folleto alemán llamado First Aid to the Injured, publicado originalmente por el cuñado de Cristián, que se reeditó varias veces hasta 1906.

### El caso Bergsträsser
Después de la publicación de unas cartas escritas por la princesa Alicia se presentó un problema de derechos de autor. Un clérigo de Darmstadt, llamado Carl Sell, publicó en Alemania una edición de las cartas en 1883, que eligió de una selección que la reina puso a su disposición. Elena le escribió a Sell y le pidió permiso para publicar la traducción del texto alemán en inglés y le fue concedido, pero sin el conocimiento del editor, el Dr. Bergsträsser. En diciembre de 1883, Elena le escribió a sir Theodore Martin, el biógrafo real predilecto, para informarle que Bergsträsser reclamaba derechos de autor de las cartas de Alicia y sobre esa base exigía una demora en la publicación de la edición en inglés. Martin actuó como mediador ante Bergsträsser, quien afirmaba haber recibido muchas ofertas de editores en inglés y que esperaba obtener altos honorarios del elegido.
Bergsträsser fue persuadido de retirar su demanda para retrasar la publicación y modificar sus reclamos por derechos de autor a cambio de una suma de dinero. La reina y Elena se negaron, afirmaban que los derechos de autor en realidad pertenecían a la reina y que únicamente el prefacio original de Sell estaba abierto a la negociación. Las damas reales consideraban que las reclamaciones de Bergsträsser eran «injustificadas, sino es que impertinentes» y no se comunicaron directamente con él. Finalmente, Bergsträsser llegó a Gran Bretaña en enero de 1884 dispuesto a aceptar £100 por los primeros 3000 ejemplares y un adicional de 40 libras por cada mil copias vendidas posteriormente. Martin eligió al editor John Murray, quien después de negociar con Bergsträsser imprimió los primeros ejemplares a mediados de 1884. La edición se agotó casi inmediatamente; para la segunda edición Murray reemplazó el bosquejo biográfico de Sell de la princesa Alicia por las memorias de 53 páginas escritas por Elena. Así se evitó el problema de las regalías por la venta y el hecho de que la princesa fuera la autora de la biografía de su hermana atrajo mayor interés en el libro.

## Después de la reina Victoria

### Periodo eduardiano
El hijo predilecto de Elena, el príncipe Cristián Víctor, murió en 1900, seguido pronto por su madre, la reina Victoria, el 22 de enero de 1901. El nuevo rey, Eduardo VII, no tenía vínculos estrechos con sus hermanas, con excepción de la princesa Luisa. Su sobrino, el príncipe Alejandro de Battenberg —más tarde marqués de Carisbrooke— recordaba que Alejandra estaba celosa de la familia real y no invitaba a sus cuñadas a Sandringham House. Por otra parte, Alejandra nunca se reconcilió completamente con Elena y Cristián después de la controversia sobre su matrimonio en la década de 1860.
Elena veía relativamente poco a sus hermanos, pero continuó con su papel como apoyo a la monarquía y como activista de las muchas obras de caridad que representaba. Cristián también llevó una vida tranquila, aunque a pesar de su avanzada edad representó al rey en un gran número de eventos en el extranjero, incluyendo las bodas de plata del emperador Guillermo II de Alemania, hijo de Victoria, la hermana de Elena. Durante el período eduardiano Elena visitó la tumba de su hijo Cristián Víctor, quien falleció en Pretoria tras enfermar de malaria mientras servía en la segunda guerra bóer. Fue recibida por el primer ministro sudafricano Louis Botha, pero el ministro Jan Smuts —miembro del gabinete de Botha— se negó a conocerla, en parte porque le amargaba que Sudáfrica hubiera perdido la guerra y en parte porque su hijo había muerto en un campo de concentración británico.

### Últimos años

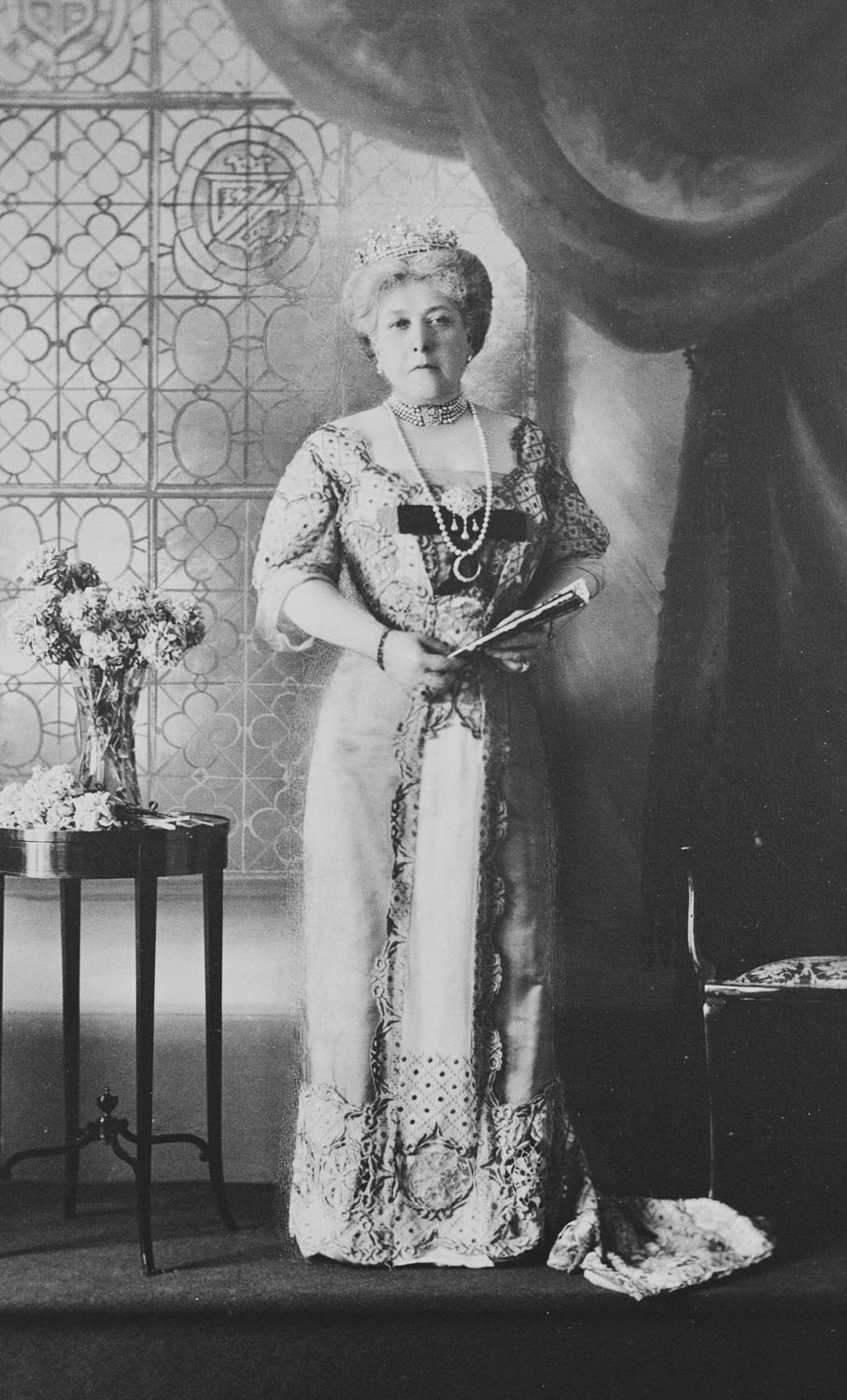
La princesa Elena en 1911

Eduardo VII murió en 1910 y la Primera Guerra Mundial comenzó cuatro años después de su muerte. Elena dedicó su tiempo a la enfermería y su hija, la princesa María Luisa, registró en sus memorias que a su madre y sus tías les llegaban peticiones de personas que solicitaban noticias sobre sus seres queridos en el extranjero. Se decidió que las cartas deberían enviarse a Margarita, princesa heredera de Suecia, ya que Suecia era neutral. Fue durante la guerra que Elena y Cristián celebraron sus bodas de oro en 1916 y a pesar del hecho de que el Reino Unido y Alemania estaban en guerra, el Káiser envió un telegrama de felicitación a su tía y su tío a través de la princesa heredera de Suecia. Jorge V y la reina María estaban presentes al momento de recibir el telegrama y el rey señaló a María Luisa, la hija de Elena, que su exesposo, el príncipe Ariberto de Anhalt, le hizo un servicio cuando la dejó. Cuando María Luisa le dijo que aunque estuviera casada habría corrido a Gran Bretaña de todos modos, el rey «guiñando un ojo» contestó que tendría que hacerla prisionera.
En 1917, en respuesta al sentimiento antialemán motivado por la guerra que prevalecía en el Reino Unido, Jorge V cambió el apellido de la familia de Sajonia-Coburgo-Gotha a Windsor y también eliminó los títulos y tratamientos alemanes de sus familiares. Cristián, Elena y sus dos hijas renunciaron a la designación Schleswig-Holstein-Sonderburg-Augustenburg y se convirtieron simplemente en príncipe y princesa Cristián y princesas Elena Victoria y María Luisa sin ninguna designación territorial. Alberto, el hijo de Elena, luchó del lado de los prusianos, aunque dejó claro que no lucharía contra el país de su madre. Ese mismo año, el 8 de octubre, el príncipe Cristián murió en Schomberg House. Elena pasó sus últimos años discutiendo con los administradores, que trataban de convencerla de dejar Schomberg House y Cumberland Lodge debido a los gastos de funcionamiento de ambas residencias. Fracasaron, tras quedar demostrado su derecho a vivir en esas residencias de por vida.
La princesa Elena murió en Schomberg House el 9 de junio de 1923. Su funeral, descrito por su biógrafo Seweryn Chomet como una «escena magníficamente orquestada», estuvo encabezado por el rey Jorge V. El regimiento de su hijo predilecto, el príncipe Cristián Víctor, flanqueó el camino a la capilla de San Jorge en el castillo de Windsor. Aunque originalmente fue sepultada en la bóveda real de San Jorge el 15 de junio de 1923, su cuerpo fue exhumado y sepultado en el Cementerio real, a pocos kilómetros de Windsor, después de su consagración el 23 de octubre de 1928.

## Legado
Elena se comprometió con la enfermería y tomó el liderazgo de las organizaciones caritativas que representaba. También fue una activa defensora del registro de enfermeras y escribió cartas a los periódicos y revistas para promoverlo. Su estatus real ayudó a promover la publicidad y el interés de la sociedad que rodeaba a organizaciones tales como la Royal British Nurses' Association. El RBNA sobrevive todavía con la baronesa Cox como presidenta.
La apariencia de Elena fue descrita por John Van der Kiste como regordeta y desaliñada y el temperamento como plácido y formal, con un espíritu autoritario. En una ocasión, durante una huelga nacional de trabajadores portuarios, el arzobispo de Canterbury creó una oración para pedir por su pronto final. Elena llegó a la iglesia, examinó su hoja de servicio y en un tono de voz descrito por su hija como «el penetrante susurro de la familia real, que llegaba más lejos que cualquier megáfono» comentó: «Esa oración no va resolver ninguna huelga». Su apariencia y su personalidad fue criticada en las cartas y diarios de la reina Victoria y los biógrafos siguieron su ejemplo. Sin embargo, su hija, la princesa María Luisa, la describió así:

[...] muy hermosa, con cabello castaño ondulado, una hermosa nariz recta y pequeña y hermosos ojos color ámbar [...] Era muy talentosa: tocaba el piano exquisitamente, tenía una perceptible aptitud natural para el dibujo y la pintura en acuarela [...] Su don excepcional fue la lealtad a sus amigos [...] Fue brillantemente inteligente, tenía una cabeza maravillosa para los negocios [...].

La música fue una de sus pasiones, en su juventud tocó el piano con Charles Hallé y además fue amiga personal de las cantantes Jenny Lind y Clara Butt. Su determinación para llevar a cabo una amplia gama de funciones públicas la hizo tener una gran popularidad. Representó dos veces a su madre en presentaciones de debutantes, donde los invitados recibieron instrucciones de presentarse a Elena como si estuvieran frente a la reina.
Elena estaba muy unida a su hermano el príncipe Alfredo, que la consideraba su hermana favorita. Aunque descrita por contemporáneos como temerosamente dedicada a la reina, hasta el punto de no tener pensamientos propios, participó activamente en la campaña por los derechos de las mujeres, un campo aborrecido por la monarca. Tanto ella como Beatriz permanecieron muy cercanas a la reina y Elena se mantuvo cerca de su madre hasta el día en que murió. Su nombre fue el último que se escribió en el diario de setenta años de Victoria.

## Títulos, tratamientos, honores y armas

Escudo de armas de la princesa Elena (1858-1917).

### Títulos y tratamientos
| ● 25 de mayo de 1846-5 de julio de 1866:  | Su alteza real la princesa Elena                          |
| ● 5 de julio de 1866-17 de julio de 1917: | Su alteza real la princesa Cristián de Schleswig-Holstein |
| ● 17 de julio de 1917-9 de junio de 1923: | Su alteza real la princesa Cristián                       |

### Honores
- 17 de abril de 1862: Dama de primera clase de la Real Orden de Victoria y Alberto.[82][83]
- 1 de enero de 1878: Compañera de la Orden de la Corona de la India.[84]
- 29 de abril de 1883: Miembro de la Real Cruz Roja.[8]
- 23 de marzo de 1896: Dama de justicia de la Venerable Orden de San Juan.[85]
- 3 de junio de 1918: Dama gran cruz de la Orden del Imperio Británico.[86]

### Armas
A Elena y tres de sus hermanas se les concedió el uso de las armas reales en 1858, brisadas con un escusón del escudo de Sajonia y diferenciadas por un lambel a tres pendientes de argén. En las armas de Elena los pendientes externos cargan cada uno una rosa de gules y el central una cruz de gules. El escusón se retiró por orden real de Jorge V en 1917.

## Ancestros
| \| \| \| \| \| \| \| \| \| \| \| \| \| \| \| \| \| \| \| \| 16. Ernesto Federico de Sajonia-Coburgo-Saalfeld \| \| \| \| \| \| \| \| \| \| \| \| \| \| \| \| \| \| \| \| \| \| \| \| \| \| \| \| \| \| \| \| \| \| \| \| \| \| \| \| \| \| \| \| \| \| \| \| \| \| \| \| \| \| 8. Francisco de Sajonia-Coburgo-Saalfeld \| \| \| \| \| \| \| \| \| \| \| \| \| \| \| \| \| \| \| \| \| \| \| \| \| \| \| \| \| \| \| \| \| \| \| \| \| \| \| \| \| \| \| \| \| \| \| \| \| \| \| \| \| \| 17. Sofía Antonia de Brunswick-Wolfenbüttel \| \| \| \| \| \| \| \| \| \| \| \| \| \| \| \| \| \| \| \| \| \| \| \| \| \| \| \| \| \| \| \| \| \| \| \| \| \| \| \| \| \| \| \| \| \| \| \| \| \| \| \| \| \| 4. Ernesto I de Sajonia-Coburgo-Gotha \| \| \| \| \| \| \| \| \| \| \| \| \| \| \| \| \| \| \| \| \| \| \| \| \| \| \| \| \| \| \| \| \| \| \| \| \| \| \| \| \| \| \| \| \| \| \| \| \| \| \| \| \| \| 18. Enrique XXIV de Reuss-Ebersdorf \| \| \| \| \| \| \| \| \| \| \| \| \| \| \| \| \| \| \| \| \| \| \| \| \| \| \| \| \| \| \| \| \| \| \| \| \| \| \| \| \| \| \| \| \| \| \| \| \| \| \| \| \| \| 9. Augusta de Reuss-Ebersdorf \| \| \| \| \| \| \| \| \| \| \| \| \| \| \| \| \| \| \| \| \| \| \| \| \| \| \| \| \| \| \| \| \| \| \| \| \| \| \| \| \| \| \| \| \| \| \| \| \| \| \| \| \| \| 19. Carolina Ernestina de Erbach-Schönberg \| \| \| \| \| \| \| \| \| \| \| \| \| \| \| \| \| \| \| \| \| \| \| \| \| \| \| \| \| \| \| \| \| \| \| \| \| \| \| \| \| \| \| \| \| \| \| \| \| \| \| \| \| \| 2. Alberto de Sajonia-Coburgo-Gotha \| \| \| \| \| \| \| \| \| \| \| \| \| \| \| \| \| \| \| \| \| \| \| \| \| \| \| \| \| \| \| \| \| \| \| \| \| \| \| \| \| \| \| \| \| \| \| \| \| \| \| \| \| \| 20. Ernesto II, Duque de Sajonia-Gotha-Altenburgo \| \| \| \| \| \| \| \| \| \| \| \| \| \| \| \| \| \| \| \| \| \| \| \| \| \| \| \| \| \| \| \| \| \| \| \| \| \| \| \| \| \| \| \| \| \| \| \| \| \| \| \| \| \| 10. Augusto de Sajonia-Gotha-Altenburgo \| \| \| \| \| \| \| \| \| \| \| \| \| \| \| \| \| \| \| \| \| \| \| \| \| \| \| \| \| \| \| \| \| \| \| \| \| \| \| \| \| \| \| \| \| \| \| \| \| \| \| \| \| \| 21. Carlota de Sajonia-Meiningen \| \| \| \| \| \| \| \| \| \| \| \| \| \| \| \| \| \| \| \| \| \| \| \| \| \| \| \| \| \| \| \| \| \| \| \| \| \| \| \| \| \| \| \| \| \| \| \| \| \| \| \| \| \| 5. Luisa de Sajonia-Gotha-Altenburgo \| \| \| \| \| \| \| \| \| \| \| \| \| \| \| \| \| \| \| \| \| \| \| \| \| \| \| \| \| \| \| \| \| \| \| \| \| \| \| \| \| \| \| \| \| \| \| \| \| \| \| \| \| \| 22. Federico Francisco I, Gran Duque de Mecklemburgo-Schwerin \| \| \| \| \| \| \| \| \| \| \| \| \| \| \| \| \| \| \| \| \| \| \| \| \| \| \| \| \| \| \| \| \| \| \| \| \| \| \| \| \| \| \| \| \| \| \| \| \| \| \| \| \| \| 11. Luisa Carlota de Mecklemburgo-Schwerin \| \| \| \| \| \| \| \| \| \| \| \| \| \| \| \| \| \| \| \| \| \| \| \| \| \| \| \| \| \| \| \| \| \| \| \| \| \| \| \| \| \| \| \| \| \| \| \| \| \| \| \| \| \| 23. Luisa de Sajonia-Coburgo-Gotha \| \| \| \| \| \| \| \| \| \| \| \| \| \| \| \| \| \| \| \| \| \| \| \| \| \| \| \| \| \| \| \| \| \| \| \| \| \| \| \| \| \| \| \| \| \| \| \| \| \| \| \| \| \| 1. Elena de Sajonia-Coburgo-Gotha \| \| \| \| \| \| \| \| \| \| \| \| \| \| \| \| \| \| \| \| \| \| \| \| \| \| \| \| \| \| \| \| \| \| \| \| \| \| \| \| \| \| \| \| \| \| \| \| \| \| \| \| \| \| 24. Federico Luis de Hannover \| \| \| \| \| \| \| \| \| \| \| \| \| \| \| \| \| \| \| \| \| \| \| \| \| \| \| \| \| \| \| \| \| \| \| \| \| \| \| \| \| \| \| \| \| \| \| \| \| \| \| \| \| \| 12. Jorge III del Reino Unido \| \| \| \| \| \| \| \| \| \| \| \| \| \| \| \| \| \| \| \| \| \| \| \| \| \| \| \| \| \| \| \| \| \| \| \| \| \| \| \| \| \| \| \| \| \| \| \| \| \| \| \| \| \| 25. Augusta de Sajonia-Gotha \| \| \| \| \| \| \| \| \| \| \| \| \| \| \| \| \| \| \| \| \| \| \| \| \| \| \| \| \| \| \| \| \| \| \| \| \| \| \| \| \| \| \| \| \| \| \| \| \| \| \| \| \| \| 6. Eduardo de Hannover \| \| \| \| \| \| \| \| \| \| \| \| \| \| \| \| \| \| \| \| \| \| \| \| \| \| \| \| \| \| \| \| \| \| \| \| \| \| \| \| \| \| \| \| \| \| \| \| \| \| \| \| \| \| 26. Carlos Luis de Mecklemburgo-Strelitz, Señor de Mirow \| \| \| \| \| \| \| \| \| \| \| \| \| \| \| \| \| \| \| \| \| \| \| \| \| \| \| \| \| \| \| \| \| \| \| \| \| \| \| \| \| \| \| \| \| \| \| \| \| \| \| \| \| \| 13. Carlota de Mecklemburgo-Strelitz \| \| \| \| \| \| \| \| \| \| \| \| \| \| \| \| \| \| \| \| \| \| \| \| \| \| \| \| \| \| \| \| \| \| \| \| \| \| \| \| \| \| \| \| \| \| \| \| \| \| \| \| \| \| 27. Isabel Albertina de Sajonia-Hildburghausen \| \| \| \| \| \| \| \| \| \| \| \| \| \| \| \| \| \| \| \| \| \| \| \| \| \| \| \| \| \| \| \| \| \| \| \| \| \| \| \| \| \| \| \| \| \| \| \| \| \| \| \| \| \| 3. Victoria del Reino Unido \| \| \| \| \| \| \| \| \| \| \| \| \| \| \| \| \| \| \| \| \| \| \| \| \| \| \| \| \| \| \| \| \| \| \| \| \| \| \| \| \| \| \| \| \| \| \| \| \| \| \| \| \| \| 28. Ernesto Federico de Sajonia-Coburgo-Saalfeld (= 16) \| \| \| \| \| \| \| \| \| \| \| \| \| \| \| \| \| \| \| \| \| \| \| \| \| \| \| \| \| \| \| \| \| \| \| \| \| \| \| \| \| \| \| \| \| \| \| \| \| \| \| \| \| \| 14. Francisco de Sajonia-Coburgo-Saalfeld (= 8) \| \| \| \| \| \| \| \| \| \| \| \| \| \| \| \| \| \| \| \| \| \| \| \| \| \| \| \| \| \| \| \| \| \| \| \| \| \| \| \| \| \| \| \| \| \| \| \| \| \| \| \| \| \| 29. Sofía Antonia de Brunswick-Wolfenbüttel (= 17) \| \| \| \| \| \| \| \| \| \| \| \| \| \| \| \| \| \| \| \| \| \| \| \| \| \| \| \| \| \| \| \| \| \| \| \| \| \| \| \| \| \| \| \| \| \| \| \| \| \| \| \| \| \| 7. Victoria de Sajonia-Coburgo-Saalfeld \| \| \| \| \| \| \| \| \| \| \| \| \| \| \| \| \| \| \| \| \| \| \| \| \| \| \| \| \| \| \| \| \| \| \| \| \| \| \| \| \| \| \| \| \| \| \| \| \| \| \| \| \| \| 30. Enrique XXIV de Reuss-Ebersdorf (= 18) \| \| \| \| \| \| \| \| \| \| \| \| \| \| \| \| \| \| \| \| \| \| \| \| \| \| \| \| \| \| \| \| \| \| \| \| \| \| \| \| \| \| \| \| \| \| \| \| \| \| \| \| \| \| 15. Augusta de Reuss-Ebersdorf (= 9) \| \| \| \| \| \| \| \| \| \| \| \| \| \| \| \| \| \| \| \| \| \| \| \| \| \| \| \| \| \| \| \| \| \| \| \| \| \| \| \| \| \| \| \| \| \| \| \| \| \| \| \| \| \| 31. Carolina Ernestina de Erbach-Schönberg (= 19) \| \| \| \| \| \| \| \| \| \| \| \| \| \| \| \| \| \| \| \| \| \| \| \| \| \| \| \| \| \| \| \| \| \| \| \| \| \| \| \| \| \| \| \| \| \| \| \| \| \| \| \| |                                                               |  |  |  |  |  |  |  |  |  |  |  |  |  |  |  |
| |                                                               |  |  |  |  |  |  |  |  |  |  |  |  |  |  |  |
| | 16. Ernesto Federico de Sajonia-Coburgo-Saalfeld              |  |  |  |  |  |  |  |  |  |  |  |  |  |  |  |
| |                                                               |  |  |  |  |  |  |  |  |  |  |  |  |  |  |  |
| |                                                               |  |  |  |  |  |  |  |  |  |  |  |  |  |  |  |
| | 8. Francisco de Sajonia-Coburgo-Saalfeld                      |  |  |  |  |  |  |  |  |  |  |  |  |  |  |  |
| |                                                               |  |  |  |  |  |  |  |  |  |  |  |  |  |  |  |
| |                                                               |  |  |  |  |  |  |  |  |  |  |  |  |  |  |  |
| | 17. Sofía Antonia de Brunswick-Wolfenbüttel                   |  |  |  |  |  |  |  |  |  |  |  |  |  |  |  |
| |                                                               |  |  |  |  |  |  |  |  |  |  |  |  |  |  |  |
| |                                                               |  |  |  |  |  |  |  |  |  |  |  |  |  |  |  |
| | 4. Ernesto I de Sajonia-Coburgo-Gotha                         |  |  |  |  |  |  |  |  |  |  |  |  |  |  |  |
| |                                                               |  |  |  |  |  |  |  |  |  |  |  |  |  |  |  |
| |                                                               |  |  |  |  |  |  |  |  |  |  |  |  |  |  |  |
| | 18. Enrique XXIV de Reuss-Ebersdorf                           |  |  |  |  |  |  |  |  |  |  |  |  |  |  |  |
| |                                                               |  |  |  |  |  |  |  |  |  |  |  |  |  |  |  |
| |                                                               |  |  |  |  |  |  |  |  |  |  |  |  |  |  |  |
| | 9. Augusta de Reuss-Ebersdorf                                 |  |  |  |  |  |  |  |  |  |  |  |  |  |  |  |
| |                                                               |  |  |  |  |  |  |  |  |  |  |  |  |  |  |  |
| |                                                               |  |  |  |  |  |  |  |  |  |  |  |  |  |  |  |
| | 19. Carolina Ernestina de Erbach-Schönberg                    |  |  |  |  |  |  |  |  |  |  |  |  |  |  |  |
| |                                                               |  |  |  |  |  |  |  |  |  |  |  |  |  |  |  |
| |                                                               |  |  |  |  |  |  |  |  |  |  |  |  |  |  |  |
| | 2. Alberto de Sajonia-Coburgo-Gotha                           |  |  |  |  |  |  |  |  |  |  |  |  |  |  |  |
| |                                                               |  |  |  |  |  |  |  |  |  |  |  |  |  |  |  |
| |                                                               |  |  |  |  |  |  |  |  |  |  |  |  |  |  |  |
| | 20. Ernesto II, Duque de Sajonia-Gotha-Altenburgo             |  |  |  |  |  |  |  |  |  |  |  |  |  |  |  |
| |                                                               |  |  |  |  |  |  |  |  |  |  |  |  |  |  |  |
| |                                                               |  |  |  |  |  |  |  |  |  |  |  |  |  |  |  |
| | 10. Augusto de Sajonia-Gotha-Altenburgo                       |  |  |  |  |  |  |  |  |  |  |  |  |  |  |  |
| |                                                               |  |  |  |  |  |  |  |  |  |  |  |  |  |  |  |
| |                                                               |  |  |  |  |  |  |  |  |  |  |  |  |  |  |  |
| | 21. Carlota de Sajonia-Meiningen                              |  |  |  |  |  |  |  |  |  |  |  |  |  |  |  |
| |                                                               |  |  |  |  |  |  |  |  |  |  |  |  |  |  |  |
| |                                                               |  |  |  |  |  |  |  |  |  |  |  |  |  |  |  |
| | 5. Luisa de Sajonia-Gotha-Altenburgo                          |  |  |  |  |  |  |  |  |  |  |  |  |  |  |  |
| |                                                               |  |  |  |  |  |  |  |  |  |  |  |  |  |  |  |
| |                                                               |  |  |  |  |  |  |  |  |  |  |  |  |  |  |  |
| | 22. Federico Francisco I, Gran Duque de Mecklemburgo-Schwerin |  |  |  |  |  |  |  |  |  |  |  |  |  |  |  |
| |                                                               |  |  |  |  |  |  |  |  |  |  |  |  |  |  |  |
| |                                                               |  |  |  |  |  |  |  |  |  |  |  |  |  |  |  |
| | 11. Luisa Carlota de Mecklemburgo-Schwerin                    |  |  |  |  |  |  |  |  |  |  |  |  |  |  |  |
| |                                                               |  |  |  |  |  |  |  |  |  |  |  |  |  |  |  |
| |                                                               |  |  |  |  |  |  |  |  |  |  |  |  |  |  |  |
| | 23. Luisa de Sajonia-Coburgo-Gotha                            |  |  |  |  |  |  |  |  |  |  |  |  |  |  |  |
| |                                                               |  |  |  |  |  |  |  |  |  |  |  |  |  |  |  |
| |                                                               |  |  |  |  |  |  |  |  |  |  |  |  |  |  |  |
| | 1. Elena de Sajonia-Coburgo-Gotha                             |  |  |  |  |  |  |  |  |  |  |  |  |  |  |  |
| |                                                               |  |  |  |  |  |  |  |  |  |  |  |  |  |  |  |
| |                                                               |  |  |  |  |  |  |  |  |  |  |  |  |  |  |  |
| | 24. Federico Luis de Hannover                                 |  |  |  |  |  |  |  |  |  |  |  |  |  |  |  |
| |                                                               |  |  |  |  |  |  |  |  |  |  |  |  |  |  |  |
| |                                                               |  |  |  |  |  |  |  |  |  |  |  |  |  |  |  |
| | 12. Jorge III del Reino Unido                                 |  |  |  |  |  |  |  |  |  |  |  |  |  |  |  |
| |                                                               |  |  |  |  |  |  |  |  |  |  |  |  |  |  |  |
| |                                                               |  |  |  |  |  |  |  |  |  |  |  |  |  |  |  |
| | 25. Augusta de Sajonia-Gotha                                  |  |  |  |  |  |  |  |  |  |  |  |  |  |  |  |
| |                                                               |  |  |  |  |  |  |  |  |  |  |  |  |  |  |  |
| |                                                               |  |  |  |  |  |  |  |  |  |  |  |  |  |  |  |
| | 6. Eduardo de Hannover                                        |  |  |  |  |  |  |  |  |  |  |  |  |  |  |  |
| |                                                               |  |  |  |  |  |  |  |  |  |  |  |  |  |  |  |
| |                                                               |  |  |  |  |  |  |  |  |  |  |  |  |  |  |  |
| | 26. Carlos Luis de Mecklemburgo-Strelitz, Señor de Mirow      |  |  |  |  |  |  |  |  |  |  |  |  |  |  |  |
| |                                                               |  |  |  |  |  |  |  |  |  |  |  |  |  |  |  |
| |                                                               |  |  |  |  |  |  |  |  |  |  |  |  |  |  |  |
| | 13. Carlota de Mecklemburgo-Strelitz                          |  |  |  |  |  |  |  |  |  |  |  |  |  |  |  |
| |                                                               |  |  |  |  |  |  |  |  |  |  |  |  |  |  |  |
| |                                                               |  |  |  |  |  |  |  |  |  |  |  |  |  |  |  |
| | 27. Isabel Albertina de Sajonia-Hildburghausen                |  |  |  |  |  |  |  |  |  |  |  |  |  |  |  |
| |                                                               |  |  |  |  |  |  |  |  |  |  |  |  |  |  |  |
| |                                                               |  |  |  |  |  |  |  |  |  |  |  |  |  |  |  |
| | 3. Victoria del Reino Unido                                   |  |  |  |  |  |  |  |  |  |  |  |  |  |  |  |
| |                                                               |  |  |  |  |  |  |  |  |  |  |  |  |  |  |  |
| |                                                               |  |  |  |  |  |  |  |  |  |  |  |  |  |  |  |
| | 28. Ernesto Federico de Sajonia-Coburgo-Saalfeld (= 16)       |  |  |  |  |  |  |  |  |  |  |  |  |  |  |  |
| |                                                               |  |  |  |  |  |  |  |  |  |  |  |  |  |  |  |
| |                                                               |  |  |  |  |  |  |  |  |  |  |  |  |  |  |  |
| | 14. Francisco de Sajonia-Coburgo-Saalfeld (= 8)               |  |  |  |  |  |  |  |  |  |  |  |  |  |  |  |
| |                                                               |  |  |  |  |  |  |  |  |  |  |  |  |  |  |  |
| |                                                               |  |  |  |  |  |  |  |  |  |  |  |  |  |  |  |
| | 29. Sofía Antonia de Brunswick-Wolfenbüttel (= 17)            |  |  |  |  |  |  |  |  |  |  |  |  |  |  |  |
| |                                                               |  |  |  |  |  |  |  |  |  |  |  |  |  |  |  |
| |                                                               |  |  |  |  |  |  |  |  |  |  |  |  |  |  |  |
| | 7. Victoria de Sajonia-Coburgo-Saalfeld                       |  |  |  |  |  |  |  |  |  |  |  |  |  |  |  |
| |                                                               |  |  |  |  |  |  |  |  |  |  |  |  |  |  |  |
| |                                                               |  |  |  |  |  |  |  |  |  |  |  |  |  |  |  |
| | 30. Enrique XXIV de Reuss-Ebersdorf (= 18)                    |  |  |  |  |  |  |  |  |  |  |  |  |  |  |  |
| |                                                               |  |  |  |  |  |  |  |  |  |  |  |  |  |  |  |
| |                                                               |  |  |  |  |  |  |  |  |  |  |  |  |  |  |  |
| | 15. Augusta de Reuss-Ebersdorf (= 9)                          |  |  |  |  |  |  |  |  |  |  |  |  |  |  |  |
| |                                                               |  |  |  |  |  |  |  |  |  |  |  |  |  |  |  |
| |                                                               |  |  |  |  |  |  |  |  |  |  |  |  |  |  |  |
| | 31. Carolina Ernestina de Erbach-Schönberg (= 19)             |  |  |  |  |  |  |  |  |  |  |  |  |  |  |  |
| |                                                               |  |  |  |  |  |  |  |  |  |  |  |  |  |  |  |
| |                                                               |  |  |  |  |  |  |  |  |  |  |  |  |  |  |  |